# Gare de Minami-Senju
La gare de Minami-Senju (南千住駅, Minami-Senju-eki) est une gare ferroviaire située dans l'arrondissement d'Arakawa à Tokyo au Japon. Cette gare est exploitée conjointement par les compagnies JR East, Tokyo Metro et Metropolitan Intercity Railway Company.

## Situation ferroviaire
La gare de Minami-Senju est située au point kilométrique (PK) 3,4 de la ligne Jōban et au PK 5,6 du Tsukuba Express.

## Historique
La gare de Minami-Senju a été inaugurée le 25 décembre 1896 sur la ligne Jōban. La station de la ligne Hibiya du métro de Tokyo ouvre le 28 mars 1961 et celle du Tsukuba Express le 24 août 2005.

## Service des voyageurs

### Accueil
La gare dispose d'un bâtiment voyageurs, avec guichets, ouvert tous les jours.

### Desserte

#### JR East
| 1 | Ligne Jōban | Matsudo ・ Abiko ・ Toride ・ Narita ・ Tsuchiura ・ Mito |
| 2 | Ligne Jōban | Nippori ・ Ueno                                           |

#### Métro
| 1 | Ligne Hibiya | Ueno ・ Ginza ・ Naka-Meguro                     |
| 2 | Ligne Hibiya | Kita-Senju (continue vers la ligne Tōbu Skytree) |

#### Tsukuba Express
| 1 | Tsukuba Express | Moriya ・ Tsukuba |
| 2 | Tsukuba Express | Akihabara         |